# Tone Kunaver
Tone Kunaver (tudi Toni Kunaver), slovenski kolesar in trener, * 1950, Ljubljana.
Kunaver je največji uspeh v karieri dosegel leta 1970 z osvojitvijo naslova jugoslovanskega državnega prvaka na cestni dirki, v letih 1967 in 1973 pa je bil na državnem prvenstvu tretji. Po končani karieri je deloval kot trener v klubu Jub Dol.